# 경기체가
경기체가(景幾體歌)는 고려 중엽 이후 사대부들에게 불린 시가(詩歌)로서, 경기하여가(景幾何如歌)라고도 한다.
경기체가는 한문을 사용하되 고유의 전통을 살려서(부분적으로 이두 표기를 사용-모든 작품이 이두표기를 쓰는 것은 아님-) 이루어진 새로운 형식의 시가이다.

## 창작 주체
경기체가는 고려 후기 무신들과 권문 세족에 억눌려 있던 신진 사대부 계층이 창작한 운문 장르로, 이들은 새 왕조를 개창하는데 주도적인 역할을 한 조선 전기의 훈구파로 이어진다.

## 경기체가의 소멸
경기체가는 조선 전기 가장 크게 유행하였다가, 점점 쇠락하여 조선 중종 대 즈음 등장하는 가사문학과 그 세를 달리하게 된다. 경기체가 최후의 작품은 이이의 제자인 권호문이 지은 독락팔곡으로 가사문학의 4음보율이 나타는 등 그 형태를 거의 잃게 된다.
- 철종 조 때 민규가 경기체가 형식의 <충효가>를 지었으나, 이는 경기체가가 운문문학에서 소멸된 이후에 나온 작품이므로 최후의 경기체가 작품으로 꼽지 않는다.

## 대표 작품
무인 정권 시대의 〈한림별곡〉이 시초이다. 여기에는 최씨 무인 정권 밑에서 새로이 정치적으로 등장하는 사대부들의 의기에 찬 생활이 화려하게 그려져 있다.
그 뒤 안축(安軸)의 〈관동별곡〉(關東別曲) 등 사대부 출신의 득의연한 풍모가 잘 풍겨나는 작품이 나타나게 되었다. 현존하는 작품으로는 〈한림별곡〉, 〈죽계별곡〉, 〈관동별곡〉, 〈독락팔곡〉 등이 있다.

## 같이 보기
- 향가